# 福田央
福田 央（ふくだ ひさし、1961年〈昭和36年〉12月6日 - ）は、日本の研究者。専門は生命科学、応用生化学。酒類総合研究所理事長。

## 来歴
兵庫県出身。1986年（昭和61年）、名古屋大学農学部・農学研究科を修了し、同年4月、国税庁へ入庁。入庁後、酒類総合研究所醸造技術応用研究部門副部門長、同醸造技術基盤研究部門長、同業務統括部門長を歴任した他、高松国税局で鑑定官室長を務めた。
酒類総合研究所において麹菌判別や本格焼酎などの揮発性成分による識別及び特徴に関する研究に従事し、「清酒酵母判別のためのプライマー設計に関する研究」で日本醸造協会伊藤保平賞を、「本格焼酎及び蒸留酒の揮発性成分による識別及び特徴に関する研究」で日本醸造協会技術賞を受賞した。
2021年（令和3年）4月1日、独立行政法人酒類総合研究所理事長に就任。

## 研究開発

### 清酒酵母判別のためのプライマー設計に関する研究
従来の醸造酵母の菌株判別は、培地組成の異なるプレート上における生育・染色性・糖の発酵性等により判別していたが、培地条件を変えることで判別できる醸造酵母は、協会7号酵母、高エステル生成酵母、リンゴ酸生産性酵母などがあるものの、大半の菌株は判別が困難であった。
そこで、酵母の染色体DNAのミニサテライト配列及び長鎖末端反復配列を利用した清酒酵母判別の効率の改善に成功し、協会6号系・7号系、協会9号系、協会10号系をはじめとした菌株の特定や清酒酵母と清酒酵母以外の焼酎酵母・ワイン酵母との判別が可能となった。

### 本格焼酎及び蒸留酒の揮発性成分による識別及び特徴に関する研究
本格焼酎・泡盛及び蒸留酒の揮発成分に関して、これまで成分を比較した上での揮発成分の特徴点について十分な検討が行われていなかった。
そこで、本格焼酎・泡盛及びその他蒸留酒の揮発成分の網羅的解析を実施し、米焼酎、麦焼酎、甘藷焼酎、泡盛、黒糖焼酎それぞれの特徴的な成分構成を発見し、各種焼酎及び泡盛の見分けが可能となり、黒糖焼酎と同じ原料を使用しているラム酒でも同様の解析を実施した結果、黒糖焼酎と成分との違いや成分の特徴を見出した。また、泡盛については一般酒と古酒の成分の特徴や高濃度で含まれる1-オクテン-3-オールの由来を明確にした。